# Cerotainia bella
Cerotainia bella är en tvåvingeart som beskrevs av Ignaz Rudolph Schiner 1867. Cerotainia bella ingår i släktet Cerotainia och familjen rovflugor. Inga underarter finns listade i Catalogue of Life.